# Museu de la catedral de Ferrara
El Museu de la Catedral de Ferrara es troba a la via San Romano, a poques passes de la Catedral de San Giorgio (Ferrara). Recull algunes obres mestres de la mateixa catedral.

## Història
El museu va ser creat el 1929 i, recentment, ha reobert en l'antiga església de San Romano (que a més de l'església té un valuós claustre al voltant del qual s'organitzen algunes sales del museu i l'entrada). A San Romano, temps enrere s'allotjaven els monjos benedictins de l'abadia de Fruttuaria.

## Recorregut de l'exposició

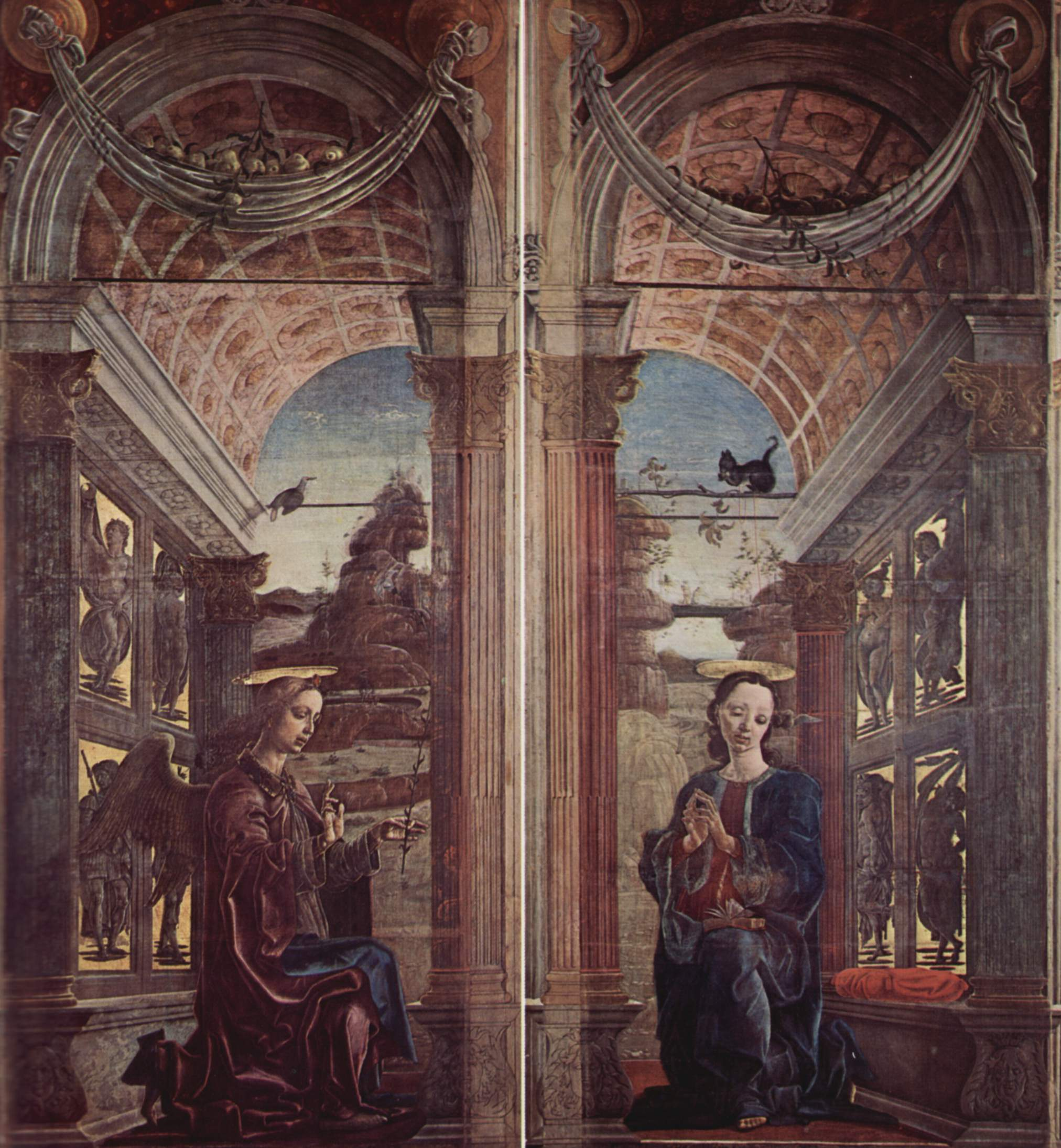
LAnnunciazione de Cosmè Tura

La primera sala està ubicada al primer pis, per sobre de la taquilla, i presenta els codis il·lustrats del segle xiii i del quatrocento (un llibre d'himnes, un saltiri i vint-i-dos cors renaixentistes, il·lustrats per Guglielmo Giraldi, mestre local, de Jacopo Filippo Argenta Martino da Modena i Giovanni Vendramin), diversos materials de pedra, incloses les restes d'un faristol llombard del segle viii i un Retrat de Giovanni Bessarione a baix relleu, arran de la seva presència a la ciutat durant el Concili de Ferrara (1437).
A la segona sala, coberta per voltes creuades pintades, s'accedeix al claustre: conserva alguns valuosos reliquiaris del segle xiv i xv, ornaments sagrats i una Madonna i Nen.
La tercera i última sala és la sala de l'església i conserva les principals obres mestres: 
- Dues davant de l'orgue de la Catedral Cosmè Tura amb el St. Jordi i la princesa i una Annuncianzione (1469). És una de les obre més conegudes de l'Escola de Ferrara.
- El cicle dels mesos, provinent de la Porta dels mesos de la catedral (destruïda en el segle xviii). Els diversos alts relleus amb les personificacions i amb les activitats agrícoles relacionades amb els mesos són obra da l'anònim Mestre dels mesos (actiu entre el 1220 i 1230 aproximadament), una de les figures més importants de l'Escultura italiana del segle xiii, entre Benedetto Antelami i Nicola Pisano.
- La Madonna della Melograna de Jacopo della Quercia (1406).
- Una sèrie de vuit esplèndids tapissos, la meitat del segle xvi, amb històries de Sant Jordi i Sant Maureli, fets a Ferrara i dirigits pel flamenc Johannes Karch sobre cartró de Garofalo i de Camilo Filippi.
- Un capitell amb les històries de San Giovanni Battista, segle xiii, a la porta dels mesos.
- Altres materials de pedra (Mestre Comacini, Mestre Campionesi i un grup atribuït a Nicholaus)

## Altres imatges

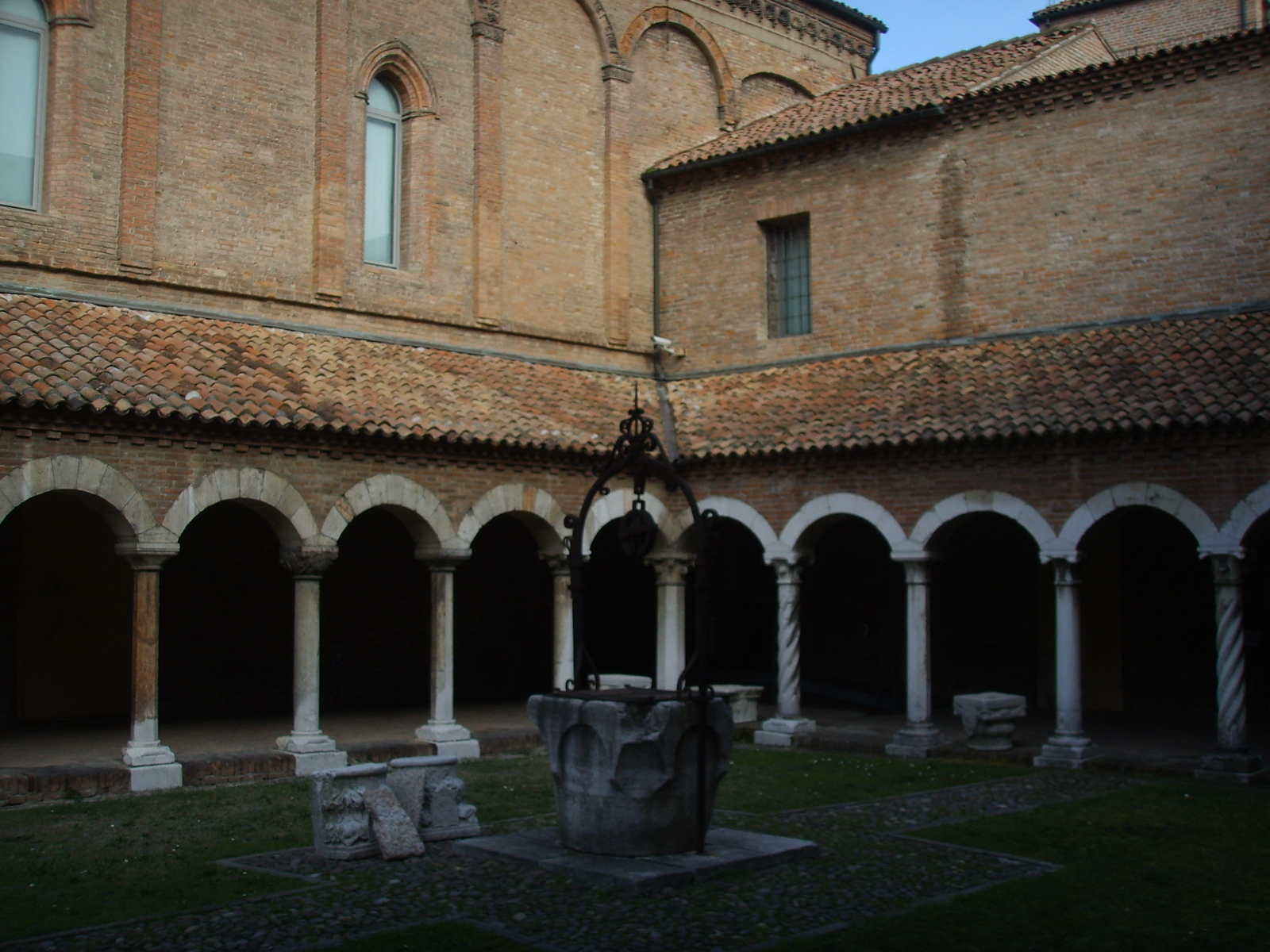
Claustre de San Romano
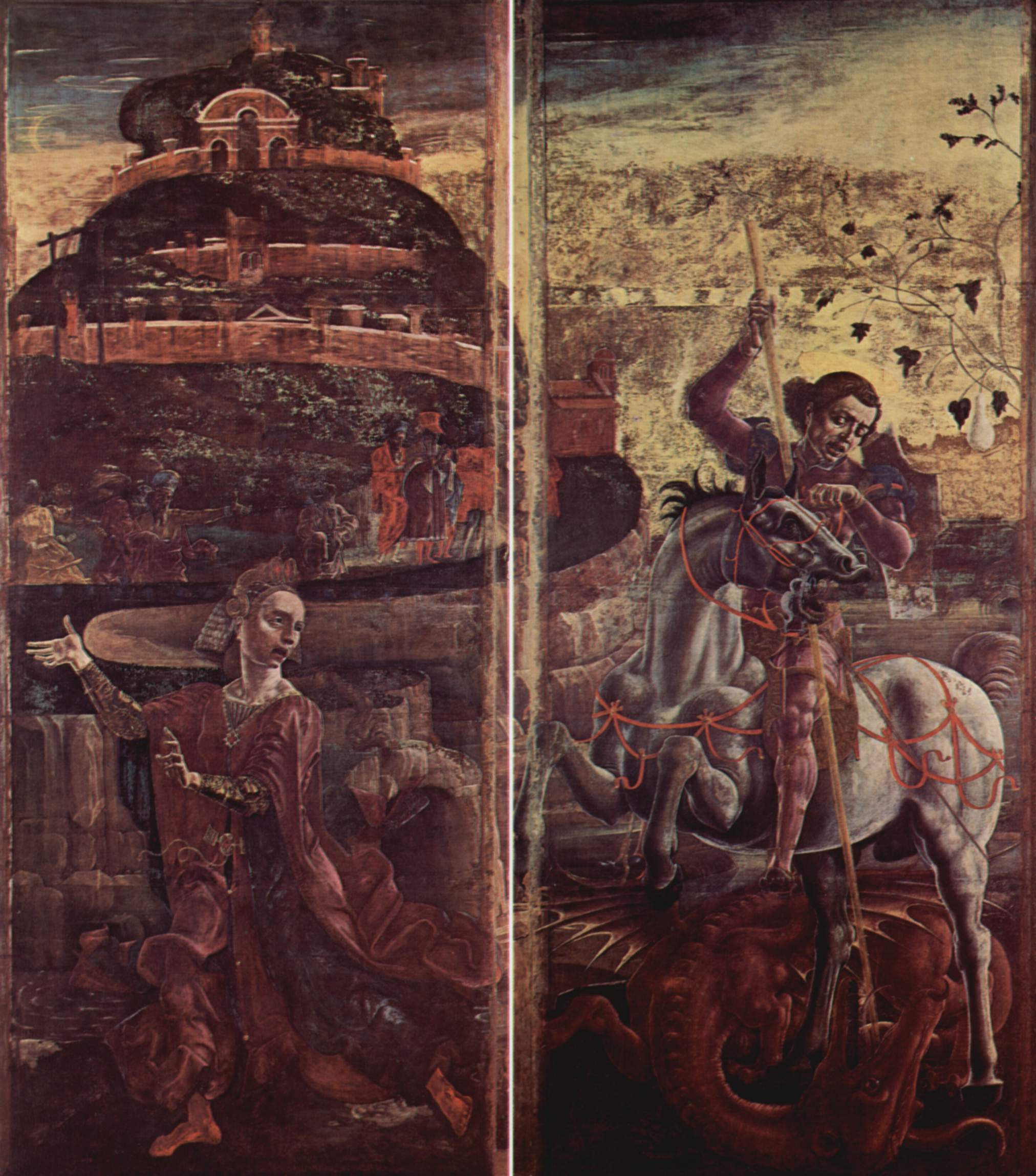
Sant Jordi, el drac i la princesa, Cosmè Tura